# Buddy Hackett
Buddy Hackett (Brooklyn, 31 de agosto de 1924 — Malibu, 30 de junho de 2003) foi um ator e comediante estadunidense. É mais lembrado por seu trabalho em Sherry Cohen, It's a Mad, Mad, Mad, Mad World, The Love Bug e The Little Mermaid.

## Filmografia
- Walking My Baby Back Home (1953) – Blimp Edwards
- Fireman Save My Child (1954) – Smokey Hinkle
- God's Little Acre (1958) – Pluto Swint
- All Hands on Deck (1961) – Shrieking Eagle Garfield
- Everything's Ducky (1961) – Seaman Admiral John Paul 'Ad' Jones
- The Music Man (1962) – Marcellus Washburn
- The Wonderful World of the Brothers Grimm (1962) – Hans
- It's a Mad, Mad, Mad, Mad World (1963) – Benjy Benjamin
- Muscle Beach Party (1964) – S.Z. Matts
- The Golden Head (1964) – Lionel Pack
- The Love Bug (1968) – Tennessee Steinmetz
- The Good Guys and the Bad Guys (1969) – Ed – Townsman
- Bud and Lou (1978) – Lou Costello
- Jack Frost (1979) - Pardon-Me-Pete
- Loose Shoes (1980)
- Hey Babe! (1983) – Sammy Cohen
- Scrooged (1988) – Scrooge
- The Little Mermaid (1989) – Scuttle
- A Troll in Central Park (1994) – Stanley
- Paulie (1998) – Artie
- Action (1999) – Lonnie
- The Little Mermaid II: Return to the Sea (2000) – Scuttle